# Hypena quaesitalis
Hypena quaesitalis är en fjärilsart som beskrevs av Walker 1859. Hypena quaesitalis ingår i släktet Hypena och familjen nattflyn. Inga underarter finns listade i Catalogue of Life.